# Lamprocryptus nigrans
Lamprocryptus nigrans là một loài tò vò trong họ Ichneumonidae.